# Okresní soud v Prostějově
Okresní soud v Prostějově je okresní soud se sídlem v Prostějově, jehož odvolacím soudem je Krajský soud v Brně. Rozhoduje jako soud prvního stupně ve všech trestních a civilních věcech, ledaže jde o specializovanou agendu (nejzávažnější trestné činy, insolvenční řízení, spory ve věcech obchodních korporací, hospodářské soutěže, duševního vlastnictví apod.), která je svěřena krajskému soudu.
Soud se nachází v historické budově bez bezbariérového přístupu na Havlíčkově ulici.

## Soudní obvod
Obvod Okresního soudu v Prostějově se shoduje s okresem Prostějov, patří do něj tedy území těchto obcí:
Alojzov •
Bedihošť •
Bílovice-Lutotín •
Biskupice •
Bohuslavice •
Bousín •
Brodek u Konice •
Brodek u Prostějova •
Březsko •
Budětsko •
Buková •
Čehovice •
Čechy pod Kosířem •
Čelčice •
Čelechovice na Hané •
Dětkovice •
Dobrochov •
Dobromilice •
Doloplazy •
Drahany •
Držovice •
Dřevnovice •
Dzbel •
Hačky •
Hluchov •
Horní Štěpánov •
Hradčany-Kobeřice •
Hrdibořice •
Hrubčice •
Hruška •
Hvozd •
Ivaň •
Jesenec •
Kladky •
Klenovice na Hané •
Klopotovice •
Konice •
Kostelec na Hané •
Koválovice-Osíčany •
Kralice na Hané •
Krumsín •
Laškov •
Lešany •
Lipová •
Ludmírov •
Malé Hradisko •
Mořice •
Mostkovice •
Myslejovice •
Němčice nad Hanou •
Nezamyslice •
Niva •
Obědkovice •
Ohrozim •
Ochoz •
Olšany u Prostějova •
Ondratice •
Otaslavice •
Otinoves •
Pavlovice u Kojetína •
Pěnčín •
Pivín •
Plumlov •
Polomí •
Prostějov •
Prostějovičky •
Protivanov •
Přemyslovice •
Ptení •
Raková u Konice •
Rakůvka •
Rozstání •
Seloutky •
Skalka •
Skřípov •
Slatinky •
Smržice •
Srbce •
Stařechovice •
Stínava •
Stražisko •
Suchdol •
Šubířov •
Tištín •
Tvorovice •
Určicev •
Víceměřice •
Vícov •
Vincencov •
Vitčice •
Vranovice-Kelčice •
Vrbátky •
Vrchoslavice •
Vřesovice •
Výšovice •
Zdětín •
Želeč